# 大果青杄
大果青杄（学名：Picea neoveitchii）为松科云杉属的植物，是中国的特有植物。因栖息地破坏而濒危。分布于中国大陆的陕西、甘肃、湖北等地，生长于海拔1300米至2000米的地区，多生在山坡。秦岭南坡在河南宝天曼国家级自然保护区的海拔1240米至2020米处有零散群落、个体生长。

## 别名
青扦杉（中国裸子植物志），紫树（陕西佛坪），爪松（陕西户县）